# リンカーン・ソルトドッグス
リンカーン・ソルトドッグス（Lincoln Saltdogs）は、プロ野球独立リーグのアメリカン・アソシエーション（西地区）に加盟するプロ野球チーム。本拠地はアメリカ合衆国ネブラスカ州リンカーン。

## 歴史
1996年、マディソン・ブラックウルフ（Madison Black Wolf）として創設され、ノーザン・リーグに加盟。本拠地は、アメリカ合衆国ウィスコンシン州マディソン。
2001年、本拠地が変更され、チーム名も現在のものになった。
2006年から、アメリカン・アソシエーションの旗揚げに伴いに移籍。
2009年、初のリーグ優勝を果たした。

## 過去の所属選手
- アイラ・ボーダーズ（1999年）※女性選手
- ケビン・ミッチェル（2001年、元：福岡ダイエーホークス）
- 長坂秀樹（2004年 - 2005年）
- ロドニー・マイヤーズ（2005年、元：阪神タイガース）
- リンゼイ・グーリン（2006年、元：福岡ソフトバンクホークス）
- ルイス・ロペス（2006年、元：東北楽天ゴールデンイーグルス）
- フェリックス・ホセ（2008年、元：ロッテ・ジャイアンツ）
- アンヘル・カストロ（2010年、元：福岡ソフトバンクホークス）
- アレッサンドロ・マエストリ（2011年、元：オリックス・バファローズ）
- ダン・ジョンソン（2018年、元：横浜ベイスターズ）
- ジョニー・バーベイト （2021年、元：北海道日本ハムファイターズ）
- ジェイソン・ロジャース（2022年 - 、元：阪神タイガース）